# Вьетнамки
Вьетна́мки — тапочки, состоящие из резиновой подошвы и двух ремешков, закрепляющиеся на ноге между большим и указательным пальцами. Разновидность сандалий. Вьетнамки — традиционная обувь в большинстве восточноазиатских стран, таких как Япония, Китай, Вьетнам. Вьетнамки носят как женщины, так и мужчины.

### Происхождение названия
Само слово «вьетнамки», предположительно, возникло как производное от названия страны Вьетнам. Считается, что на мировой рынок эта обувь попала именно оттуда. Соответственно, наименование связывают с этой восточной страной.

### История
Появился такой вид обуви в Древнем Египте. Родоначальниками «вьетнамок» можно считать по праву египетских рабов. Они мастерили обувь из листьев папируса и пальмы. Подтверждение этому факту дошло до нас в виде наскальных надписей и иллюстраций на фресках.
Вьетнамки, как правило, носят без носков, на босые ноги, однако в традиционном японском костюме вьетнамки-дзори носят вместе со специальными носками, которые называются таби и имеют особую форму — большой палец в них отделён от остальных.
В европейских странах вьетнамки принято носить в неформальной обстановке, чаще всего на пляже или в бассейне. Также вьетнамки (пластиковые или резиновые) часто используют как обувь для водных процедур — в бане или общественном душе.
В последнее время на рынке появилось много новых видов вьетнамок, например вьетнамки с ремешком, охватывающим только большой палец, с несколькими перемычками между пальцами и т. д. Несмотря на древнее происхождение, вьетнамки оставляют простор для фантазии модельерам.[значимость факта?]

## Сланцы
Сланцы — разговорное название резиновых шлёпанцев. Ими могут быть не только вьетнамки, о которых написано выше, но и обычные резиновые шлёпанцы. В Советском Союзе известным производителем этой обуви был завод «Полимер» в городе Сланцы. Некоторые покупатели полагали, что выдавленное на подошвах шлёпанцев слово «Сланцы» — это название обуви, а не место её изготовления. Далее слово вошло в активный словарный запас и превратилось в синоним слова «шлёпанцы».

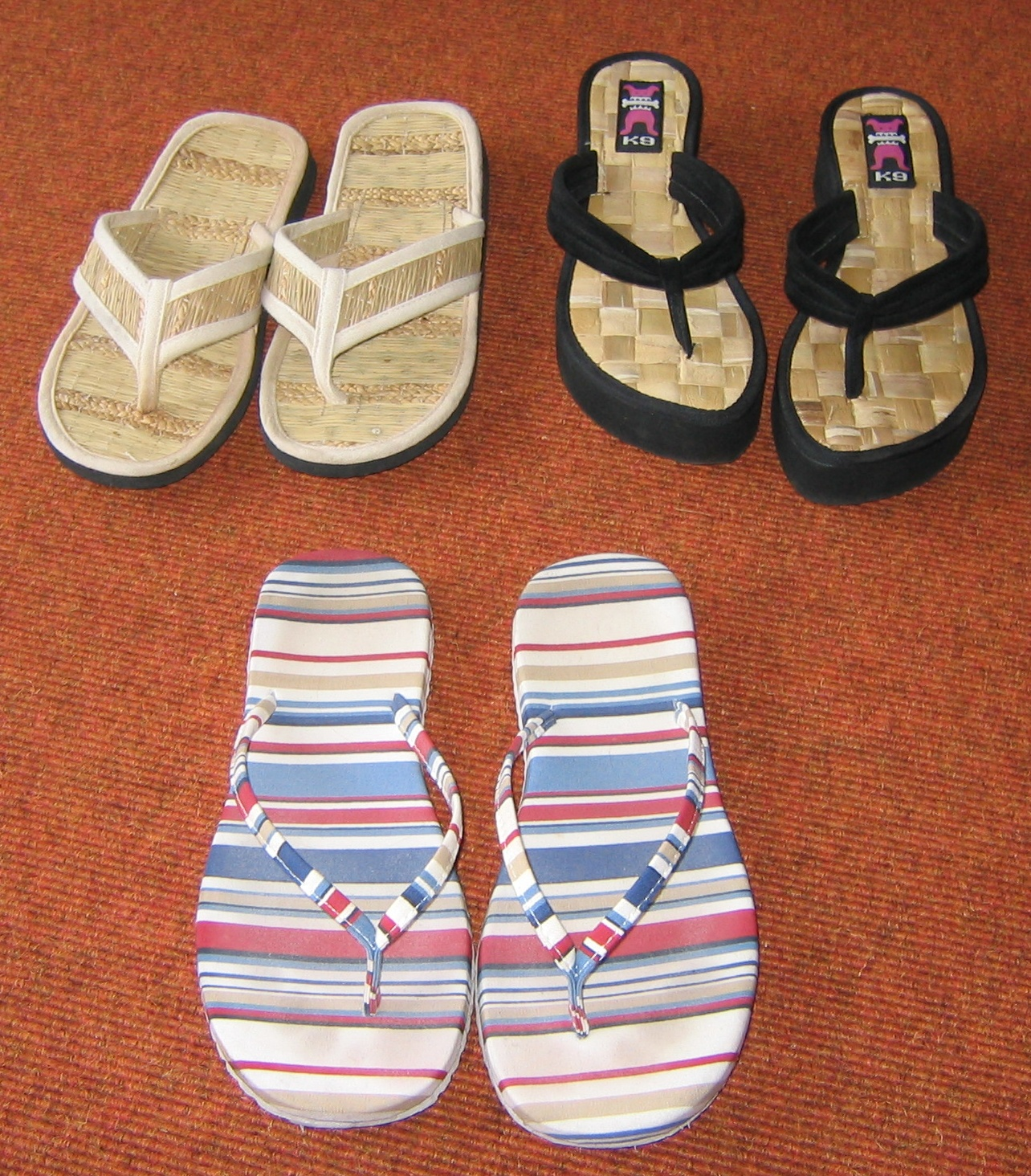
Вьетнамки из соломы, на каблуках и пластиковые вьетнамки
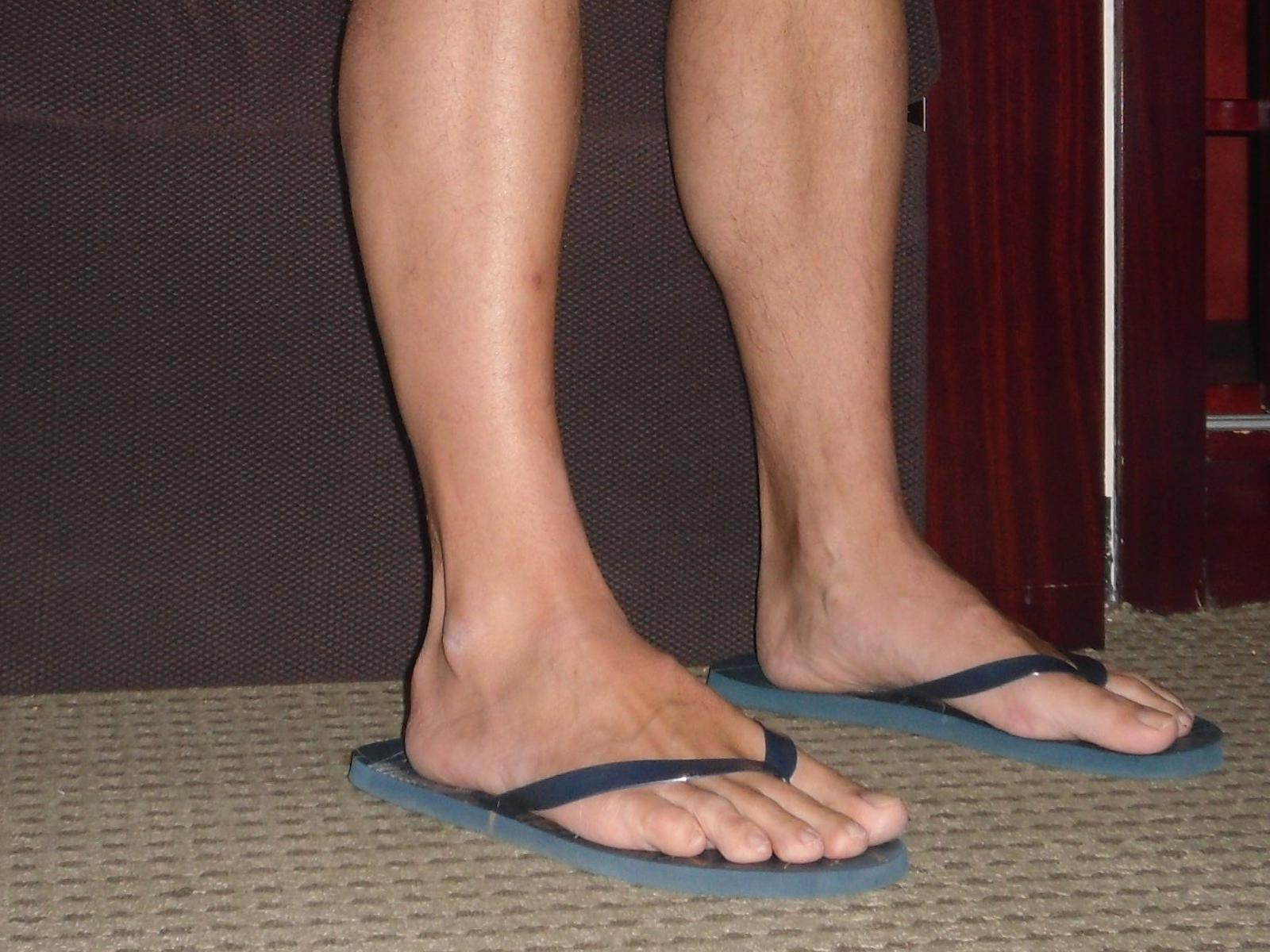
Вьетнамки на ногах
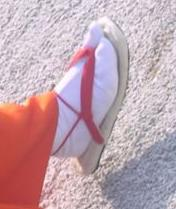
Дзори — японские традиционные вьетнамки, надетые со специальными носками таби
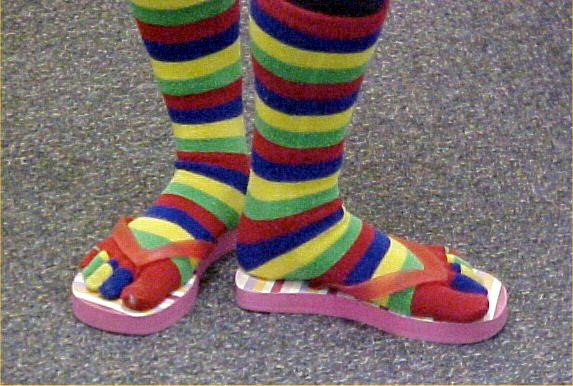
Ещё один вариант ношения вьетнамок с носками. Носки в данном случае с отдельными пальцами, наподобие перчаток
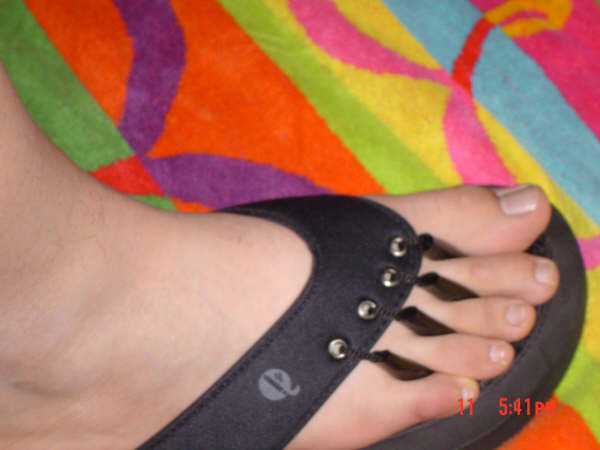
Оригинальные вьетнамки с четырьмя перемычками, а не с одной